# سوسهاب
سوسهاب هي قرية في مقاطعة خلخال، إيران. عدد سكان هذه القرية هو 552 في سنة 2006.